# Guillaume Pauthier
Jean Pierre Guillaume Pauthier, född den 4 oktober 1801 i Mamirolle, död den 11 mars1873 i Paris, var en fransk sinolog.
Pauthier skrev först poem i den nyromantiska skolans anda och utbildade sig därefter till en framstående kännare av Kinas språk. Han utgav bland annat Description historique et géographique de la Chine (2 band, 1837–1853),Les quatre livrés de philosophie morale et politique des chinois (1841; 4:e upplagan 1852), Livrés sacrés de toutes les religions, sauf la Bible (1858) och Dictionnaire étymologique chinois-annamite-latin-francais (1867 ff.).